# Marmeleira (Mortágua)
Marmeleira ist eine Gemeinde (Freguesia) im portugiesischen Kreis Mortágua mit 489 Einwohnern (Stand 19. April 2021).